# Cuiseaux
Cuiseaux is een gemeente in het Franse departement Saône-et-Loire (regio Bourgogne-Franche-Comté). De plaats maakt deel uit van het arrondissement Louhans. Cuiseaux telde op 1 januari 2022 1.853 inwoners.

## Geografie
De oppervlakte van Cuiseaux bedroeg op 1 januari 2022 21,26 vierkante kilometer; de bevolkingsdichtheid was toen 87,2 inwoners per km².

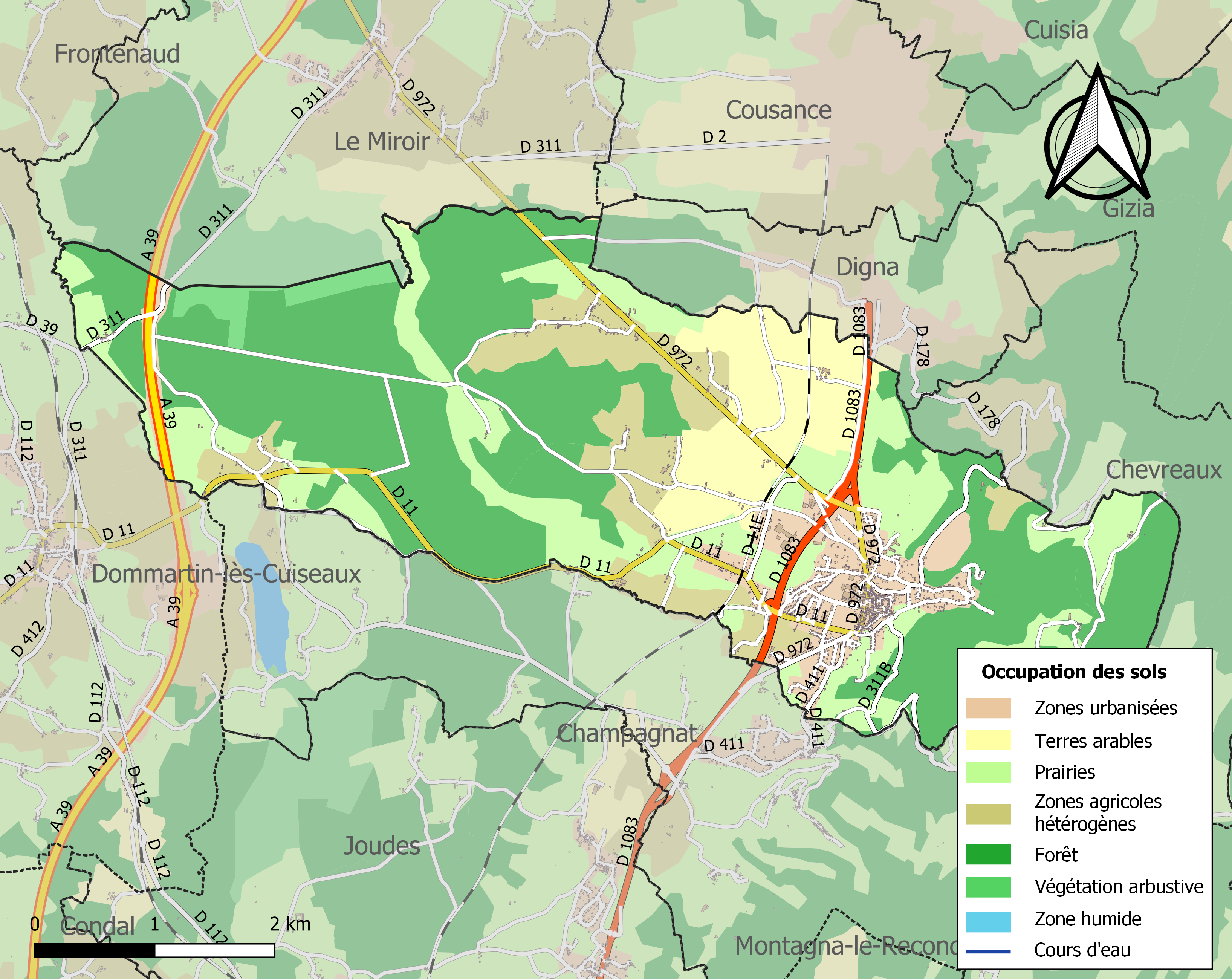
Kaart van de gemeente met de belangrijkste infrastructuur, bodemgebruik en omliggende gemeenten

## Demografie
Onderstaande figuur toont het verloop van het inwonertal (bron: INSEE-tellingen).

## Geboren in Cuiseaux
- Édouard Vuillard (1868-1940), kunstschilder